# Tyszczenky
Tyszczenky (ukr. Тищенки) – wieś na Ukrainie, w obwodzie połtawskim, w rejonie myrhorodzkim, w hromadzie Szyszaky. W 2001 liczyła 470 mieszkańców, spośród których 450 wskazało jako ojczysty język ukraiński, 12 rosyjski, a 8 inny.